# Duane Williams
Charles Duane Williams (Municipio de Radnor, 11 de agosto de 1860 – Océano Atlántico, 15 de abril de 1912) fue un abogado y personalidad del tenis estadounidense, como uno de los fundadores de la Federación Internacional de Tenis y padre del tenista Richard Norris Williams. Falleció en el hundimiento del RMS Titanic.

## Biografía
En 1891 se trasladó a Suiza con su esposa; Lydia Biddle White y vivió en Ginebra hasta su muerte. Era descendiente de Benjamin Franklin y entusiasta del tenis, tanto que se dedicó a la organización del deporte.

## Titanic
El Dr. Williams abordó al RMS Titanic en el puerto de Cherburgo junto a su hijo y viajaba con motivos de inscribir a este en la Universidad de Harvard.
Luego de que el transatlántico embistió al iceberg, padre e hijo fueron informados y se les ordenó que permanecieran en el gimnasio. Más tarde cuando ya se encontraban en la cubierta del barco, este se quebró a la mitad y ambos familiares se separaron tras caer al océano. Falleció cuando una chimenea cayó sobre él y un grupo de personas que intentaban volver al barco a nado, su cuerpo se hundió con el Titanic y jamás se encontró.
Su hijo sí se salvó; logró sujetarse a un bote y debió permanecer horas con la mitad de su cuerpo en las aguas heladas del Atlántico norte hasta que fueron rescatados por el RMS Carpathia. Tiempo más tarde se recibió en Harvard y como tenista se convertiría en un campeón olímpico y ganador de torneos Grand Slam.